# 48424 Суше
48424 Суше (48424 Souchay) — астероїд головного поясу, відкритий 5 грудня 1988 року.
Тіссеранів параметр щодо Юпітера — 3,294.